# Grand Prix Abu Zabi 2011
Grand Prix Abu Zabi 2011 – osiemnasta runda Mistrzostw Świata Formuły 1 w sezonie 2011.

## Lista startowa
Na niebieskim tle kierowcy biorący udział jedynie w piątkowym treningu
| Nr | Kierowca           | Zespół                       | Samochód            | Silnik                   | Opony |
| -- | ------------------ | ---------------------------- | ------------------- | ------------------------ | ----- |
| 1  | Sebastian Vettel   | Red Bull Racing              | Red Bull RB7        | Renault RS27-2011 2.4 V8 | P     |
| 2  | Mark Webber        | Red Bull Racing              | Red Bull RB7        | Renault RS27-2011 2.4 V8 | P     |
| 3  | Lewis Hamilton     | Vodafone McLaren Mercedes    | McLaren MP4-26      | Mercedes FO 108Y 2.4 V8  | P     |
| 4  | Jenson Button      | Vodafone McLaren Mercedes    | McLaren MP4-26      | Mercedes FO 108Y 2.4 V8  | P     |
| 5  | Fernando Alonso    | Scuderia Ferrari             | Ferrari 150° Italia | Ferrari 056 2.4 V8       | P     |
| 6  | Felipe Massa       | Scuderia Ferrari             | Ferrari 150° Italia | Ferrari 056 2.4 V8       | P     |
| 7  | Michael Schumacher | Mercedes GP Petronas F1 Team | Mercedes MGP W02    | Mercedes FO 108Y 2.4 V8  | P     |
| 8  | Nico Rosberg       | Mercedes GP Petronas F1 Team | Mercedes MGP W02    | Mercedes FO 108Y 2.4 V8  | P     |
| 9  | Bruno Senna        | Lotus Renault GP             | Renault R31         | Renault RS27-2011 2.4 V8 | P     |
| 9  | Romain Grosjean    | Lotus Renault GP             | Renault R31         | Renault RS27-2011 2.4 V8 | P     |
| 10 | Witalij Pietrow    | Lotus Renault GP             | Renault R31         | Renault RS27-2011 2.4 V8 | P     |
| 11 | Rubens Barrichello | AT&T Williams                | Williams FW33       | Cosworth CA2011 2.4 V8   | P     |
| 12 | Pastor Maldonado   | AT&T Williams                | Williams FW33       | Cosworth CA2011 2.4 V8   | P     |
| 14 | Adrian Sutil       | Force India F1 Team          | Force India VJM04   | Mercedes FO 108Y 2.4 V8  | P     |
| 15 | Paul di Resta      | Force India F1 Team          | Force India VJM04   | Mercedes FO 108Y 2.4 V8  | P     |
| 16 | Kamui Kobayashi    | Sauber F1 Team               | Sauber C30          | Ferrari 056 2.4 V8       | P     |
| 17 | Sergio Pérez       | Sauber F1 Team               | Sauber C30          | Ferrari 056 2.4 V8       | P     |
| 18 | Sébastien Buemi    | Scuderia Toro Rosso          | Toro Rosso STR6     | Ferrari 056 2.4 V8       | P     |
| 18 | Jean-Éric Vergne   | Scuderia Toro Rosso          | Toro Rosso STR6     | Ferrari 056 2.4 V8       | P     |
| 19 | Jaime Alguersuari  | Scuderia Toro Rosso          | Toro Rosso STR6     | Ferrari 056 2.4 V8       | P     |
| 20 | Heikki Kovalainen  | Team Lotus                   | Lotus T128          | Renault RS27-2011 2.4 V8 | P     |
| 21 | Jarno Trulli       | Team Lotus                   | Lotus T128          | Renault RS27-2011 2.4 V8 | P     |
| 22 | Daniel Ricciardo   | HRT Formula One Team         | HRT F111            | Cosworth CA2011 2.4 V8   | P     |
| 23 | Vitantonio Liuzzi  | HRT Formula One Team         | HRT F111            | Cosworth CA2011 2.4 V8   | P     |
| 24 | Timo Glock         | Marussia Virgin Racing       | Virgin MVR-02       | Cosworth CA2011 2.4 V8   | P     |
| 25 | Jérôme d’Ambrosio  | Marussia Virgin Racing       | Virgin MVR-02       | Cosworth CA2011 2.4 V8   | P     |
| 25 | Robert Wickens     | Marussia Virgin Racing       | Virgin MVR-02       | Cosworth CA2011 2.4 V8   | P     |
| Nr | Kierowca           | Zespół                       | Samochód            | Silnik                   | Opony |

## Wyniki

### Sesje treningowe
| Sesja | Nr | Kierowca       | Konstruktor      | Czas     | Okr. |
| ----- | -- | -------------- | ---------------- | -------- | ---- |
| 1     | 4  | Jenson Button  | McLaren-Mercedes | 1:40,263 | 21   |
| 2     | 3  | Lewis Hamilton | McLaren-Mercedes | 1:39,586 | 31   |
| 3     | 3  | Lewis Hamilton | McLaren-Mercedes | 1:38,976 | 17   |

### Kwalifikacje

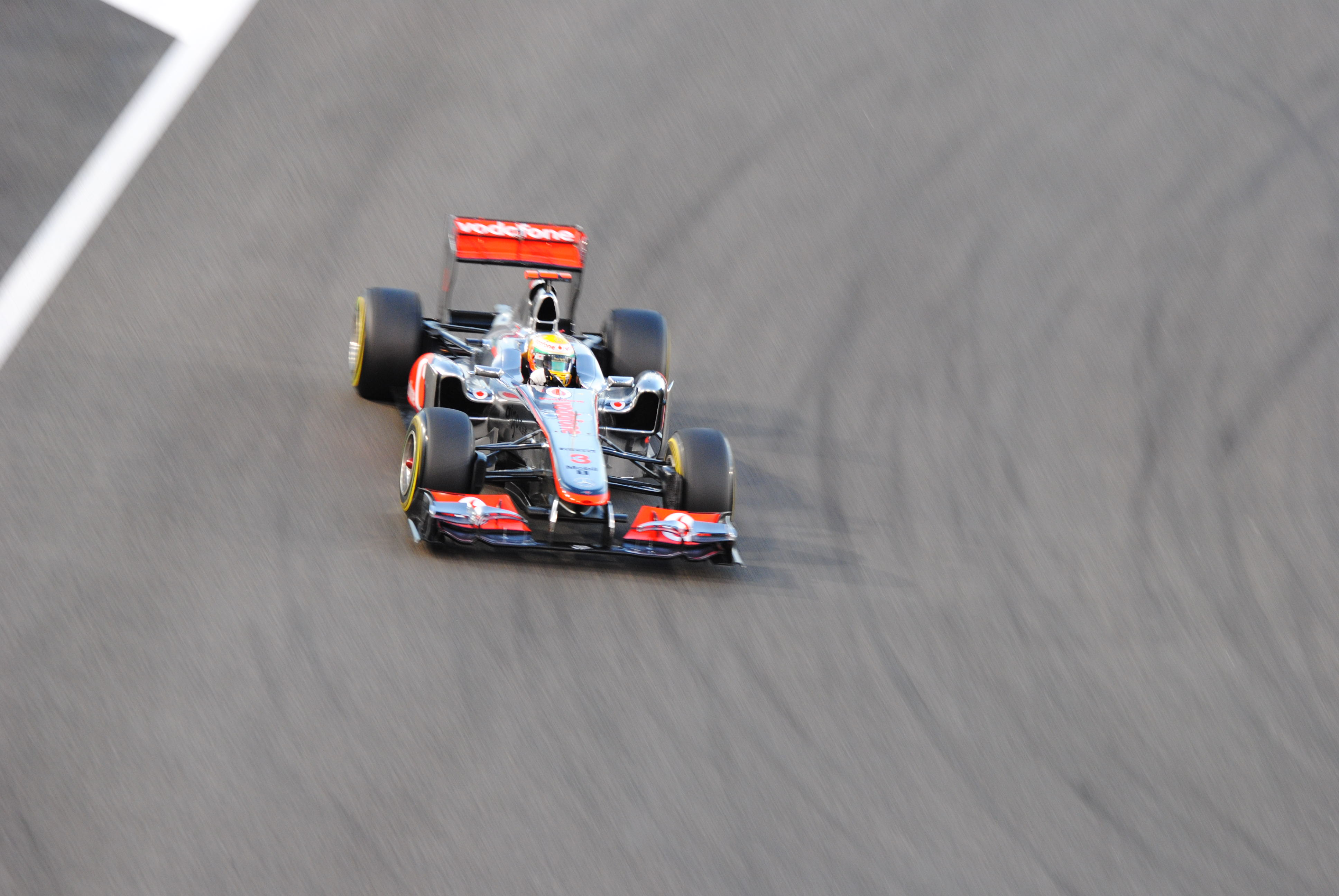
Lewis Hamilton podczas kwalifikacji

Źródło: Wyprzedź Mnie!
| Poz. | Nr | Kierowca           | Konstruktor          | Q1       | Q2       | Q3       | Poz. s. |
| --- | --- | ------------------ | -------------------- | -------- | -------- | -------- | ------- |
| 1 | 1 | Sebastian Vettel   | Red Bull-Renault     | 1:40,478 | 1:38,516 | 1:38,481 | 1       |
| 2 | 3 | Lewis Hamilton     | McLaren-Mercedes     | 1:39,782 | 1:38,434 | 1:38,622 | 2       |
| 3 | 4 | Jenson Button      | McLaren-Mercedes     | 1:40,227 | 1:39,097 | 1:38,631 | 3       |
| 4 | 2 | Mark Webber        | Red Bull-Renault     | 1:40,167 | 1:38,821 | 1:38,858 | 4       |
| 5 | 5 | Fernando Alonso    | Ferrari              | 1:41,380 | 1:39,058 | 1:39,058 | 5       |
| 6 | 6 | Felipe Massa       | Ferrari              | 1:41,592 | 1:39,623 | 1:39,695 | 6       |
| 7 | 8 | Nico Rosberg       | Mercedes             | 1:41,120 | 1:39,420 | 1:39,773 | 7       |
| 8 | 7 | Michael Schumacher | Mercedes             | 1:42,605 | 1:40,554 | 1:40,662 | 8       |
| 9 | 14 | Adrian Sutil       | Force India-Mercedes | 1:40,595 | 1:40,205 | 1:40,768 | 9       |
| 10 | 15 | Paul di Resta      | Force India-Mercedes | 1:41,064 | 1:40,414 | –        | 10      |
| 11 | 17 | Sergio Pérez       | Sauber-Ferrari       | 1:41,311 | 1:40,874 | –        | 11      |
| 12 | 10 | Witalij Pietrow    | Renault              | 1:40,955 | 1:40,919 | –        | 12      |
| 13 | 18 | Sébastien Buemi    | Toro Rosso-Ferrari   | 1:41,737 | 1:41,009 | –        | 13      |
| 14 | 10 | Bruno Senna        | Renault              | 1:41,391 | 1:41,079 | –        | 14      |
| 15 | 19 | Jaime Alguersuari  | Toro Rosso-Ferrari   | 1:41,386 | 1:41,162 | –        | 15      |
| 16 | 16 | Kamui Kobayashi    | Sauber-Ferrari       | 1:41,613 | 1:41,240 | –        | 16      |
| 17 | 12 | Pastor Maldonado   | Williams-Cosworth    | 1:42,258 | 1:41,760 | –        | 24      |
| 18 | 20 | Heikki Kovalainen  | Lotus-Renault        | 1:42,979 | –        | –        | 17      |
| 19 | 21 | Jarno Trulli       | Lotus-Renault        | 1:43,884 | –        | –        | 18      |
| 20 | 24 | Timo Glock         | Virgin-Cosworth      | 1:44,515 | –        | –        | 19      |
| 21 | 22 | Daniel Ricciardo   | HRT-Cosworth         | 1:44,641 | –        | –        | 20      |
| 22 | 25 | Jérôme d’Ambrosio  | Virgin-Cosworth      | 1:44,699 | –        | –        | 21      |
| 23 | 23 | Vitantonio Liuzzi  | HRT-Cosworth         | 1:45,159 | –        | –        | 22      |
| | 11 | Rubens Barrichello | Williams-Cosworth    | –        | –        | –        | 23      |
| Poz. | Nr | Kierowca           | Konstruktor          | Q1       | Q2       | Q3       | Poz. s. |
| \| Legenda \| Legenda \| \| ------------------------ \| ---------------------------------------------------------------------------------------------------------------------------------------------------------------------------------------------------------------------------------------------------------------- \| \| Poz. Nr Q1 Q2 Q3 Poz. s. \| Pozycja zajęta w sesji kwalifikacyjnej Numer startowy kierowcy Wynik uzyskany w pierwszej części kwalifikacji Wynik uzyskany w drugiej części kwalifikacji Wynik uzyskany w trzeciej części kwalifikacji Pozycja startowa po uwzględnięniu kar, przesunięć, itp. \| | |                    |                      |          |          |          |         |
| Legenda | |                    |                      |          |          |          |         |
| Poz. Nr Q1 Q2 Q3 Poz. s. | Pozycja zajęta w sesji kwalifikacyjnej Numer startowy kierowcy Wynik uzyskany w pierwszej części kwalifikacji Wynik uzyskany w drugiej części kwalifikacji Wynik uzyskany w trzeciej części kwalifikacji Pozycja startowa po uwzględnięniu kar, przesunięć, itp. |                    |                      |          |          |          |         |

### Wyścig
Źródło: Wyprzedź Mnie!
| P                 | + / –     | Nr | Kierowca           | Konstruktor          | Okr. | Czas / Strata    | Komentarz   |
| ----------------- | --------- | -- | ------------------ | -------------------- | ---- | ---------------- | ----------- |
| 1                 | 1         | 3  | Lewis Hamilton     | McLaren-Mercedes     | 55   | 1h37m11,886      |             |
| 2                 | 3         | 5  | Fernando Alonso    | Ferrari              | 55   | +0:08,457        |             |
| 3                 | Bez zmian | 4  | Jenson Button      | McLaren-Mercedes     | 55   | +0:25,881        |             |
| 4                 | Bez zmian | 2  | Mark Webber        | Red Bull-Renault     | 55   | +0:35,784        |             |
| 5                 | 1         | 6  | Felipe Massa       | Ferrari              | 55   | +0:50,578        |             |
| 6                 | 1         | 8  | Nico Rosberg       | Mercedes             | 55   | +0:52,317        |             |
| 7                 | 1         | 7  | Michael Schumacher | Mercedes             | 55   | +1:15,964        |             |
| 8                 | 1         | 14 | Adrian Sutil       | Force India-Mercedes | 55   | +1:17,122        |             |
| 9                 | 1         | 15 | Paul di Resta      | Force India-Mercedes | 55   | +1:41,087        |             |
| 10                | 6         | 16 | Kamui Kobayashi    | Sauber-Ferrari       | 54   | +1 okr.          |             |
| 11                | Bez zmian | 17 | Sergio Pérez       | Sauber-Ferrari       | 54   | +1 okr. (13,321) |             |
| 12                | 12        | 11 | Rubens Barrichello | Williams-Cosworth    | 54   | +1 okr. (00,710) |             |
| 13                | 1         | 10 | Witalij Pietrow    | Renault              | 54   | +1 okr. (03,852) |             |
| 14                | 9         | 12 | Pastor Maldonado   | Williams-Cosworth    | 54   | +1 okr. (53,333) | [ 7 ]       |
| 15                | 2         | 19 | Jaime Alguersuari  | Toro Rosso-Ferrari   | 54   | +1 okr. (01,305) | [ 7 ]       |
| 16                | 2         | 9  | Bruno Senna        | Renault              | 54   | +1 okr. (08,470) |             |
| 17                | Bez zmian | 20 | Heikki Kovalainen  | Lotus-Renault        | 54   | +1 okr. (03,345) |             |
| 18                | Bez zmian | 21 | Jarno Trulli       | Lotus-Renault        | 53   | +2 okr.          |             |
| 19                | Bez zmian | 24 | Timo Glock         | Virgin-Cosworth      | 53   | +2 okr. (29,272) |             |
| 18                | 2         | 23 | Vitantonio Liuzzi  | HRT-Cosworth         | 53   | +2 okr. (32,001) |             |
| Niesklasyfikowani |           |    |                    |                      |      |                  |             |
|                   |           | 22 | Daniel Ricciardo   | HRT-Cosworth         | 48   |                  | elektryka   |
|                   |           | 18 | Sébastien Buemi    | Toro Rosso-Ferrari   | 19   |                  | hydraulika  |
|                   |           | 25 | Jérôme d’Ambrosio  | Virgin-Cosworth      | 18   |                  | hamulce     |
|                   |           | 1  | Sebastian Vettel   | Red Bull-Renault     | 1    |                  | zawieszenie |
| P                 | + / –     | Nr | Kierowca           | Konstruktor          | Okr. | Czas / Strata    | Komentarz   |

### Najszybsze okrążenie
Źródło: Wyprzedź Mnie!
| Nr | Kierowca    | Konstruktor      | Czas     | Okr. |
| -- | ----------- | ---------------- | -------- | ---- |
| 2  | Mark Webber | Red Bull-Renault | 1:42,612 | 51   |

## Prowadzenie w wyścigu
| Nr                              | Kierowca        | Okrążenia          | Suma |
| ------------------------------- | --------------- | ------------------ | ---- |
| 3                               | Lewis Hamilton  | 1-16, 17-40, 43-55 | 51   |
| 5                               | Fernando Alonso | 40-43              | 3    |
| 2                               | Mark Webber     | 16-17              | 1    |
| \| Wykres \| \| ------ \| \| \| |                 |                    |      |
| Wykres                          |                 |                    |      |
|                                 |                 |                    |      |

## Klasyfikacja po wyścigu

### Kierowcy
| P  | +/− | Kierowca           | Starty | Punkty | P1 | P2 | P3 | PP | NO | NS |
| -- | --- | ------------------ | ------ | ------ | -- | -- | -- | -- | -- | -- |
| 1  | 0   | Sebastian Vettel   | 18     | 374    | 11 | 4  | 1  | 14 | 3  | 1  |
| 2  | 0   | Jenson Button      | 18     | 255    | 3  | 4  | 4  | –  | 3  | 2  |
| 3  | 0   | Fernando Alonso    | 18     | 245    | 1  | 5  | 4  | –  | 1  | 1  |
| 4  | 0   | Mark Webber        | 18     | 233    | –  | 2  | 7  | 3  | 6  | 1  |
| 5  | 0   | Lewis Hamilton     | 18     | 227    | 3  | 3  | –  | 1  | 3  | 2  |
| 6  | 0   | Felipe Massa       | 18     | 108    | –  | –  | –  | –  | 2  | 3  |
| 7  | 0   | Nico Rosberg       | 18     | 83     | –  | –  | –  | –  | –  | 2  |
| 8  | 0   | Michael Schumacher | 18     | 76     | –  | –  | –  | –  | –  | 5  |
| 9  | 0   | Witalij Pietrow    | 18     | 36     | –  | –  | 1  | –  | –  | 3  |
| 10 | 0   | Nick Heidfeld      | 11     | 34     | –  | –  | 1  | –  | –  | 3  |
| 11 | 0   | Adrian Sutil       | 18     | 34     | –  | –  | –  | –  | –  | 2  |
| 12 | 0   | Kamui Kobayashi    | 18     | 28     | –  | –  | –  | –  | –  | 4  |
| 13 | 0   | Jaime Alguersuari  | 18     | 26     | –  | –  | –  | –  | –  | 3  |
| 14 | 0   | Paul di Resta      | 18     | 23     | –  | –  | –  | –  | –  | 1  |
| 15 | 0   | Sébastien Buemi    | 18     | 15     | –  | –  | –  | –  | –  | 5  |
| 16 | 0   | Sergio Pérez       | 16     | 14     | –  | –  | –  | –  | –  | 4  |
| 17 | 0   | Rubens Barrichello | 18     | 4      | –  | –  | –  | –  | –  | 3  |
| 18 | 0   | Bruno Senna        | 7      | 2      | –  | –  | –  | –  | –  | –  |
| 19 | 0   | Pastor Maldonado   | 18     | 1      | –  | –  | –  | –  | –  | 4  |
| 20 | 0   | Pedro de la Rosa   | 1      | 0      | –  | –  | –  | –  | –  | –  |
| 21 | 0   | Jarno Trulli       | 17     | 0      | –  | –  | –  | –  | –  | 4  |
| 22 | 0   | Heikki Kovalainen  | 18     | 0      | –  | –  | –  | –  | –  | 5  |
| 23 | 0   | Vitantonio Liuzzi  | 16     | 0      | –  | –  | –  | –  | –  | 4  |
| 24 | 0   | Jérôme d’Ambrosio  | 18     | 0      | –  | –  | –  | –  | –  | 3  |
| 25 | 0   | Timo Glock         | 17     | 0      | –  | –  | –  | –  | –  | 4  |
| 26 | 0   | Narain Karthikeyan | 8      | 0      | –  | –  | –  | –  | –  | 1  |
| 27 | 0   | Daniel Ricciardo   | 10     | 0      | –  | –  | –  | –  | –  | 3  |
| 28 | 0   | Karun Chandhok     | 1      | 0      | –  | –  | –  | –  | –  | –  |
| P  | +/− | Kierowca           | Starty | Punkty | P1 | P2 | P3 | PP | NO | NS |

### Konstruktorzy
| P  | +/− | Konstruktor          | Starty | Punkty | P1 | P2 | P3 | PP | NO | NS |
| -- | --- | -------------------- | ------ | ------ | -- | -- | -- | -- | -- | -- |
| 1  | 0   | Red Bull-Renault     | 36     | 607    | 11 | 6  | 8  | 17 | 9  | 2  |
| 2  | 0   | McLaren-Mercedes     | 36     | 482    | 6  | 7  | 4  | 1  | 6  | 4  |
| 3  | 0   | Ferrari              | 36     | 353    | 1  | 5  | 4  | –  | 3  | 4  |
| 4  | 0   | Mercedes             | 36     | 159    | –  | –  | –  | –  | –  | 7  |
| 5  | 0   | Renault              | 36     | 72     | –  | –  | 2  | –  | –  | 6  |
| 6  | 0   | Force India-Mercedes | 36     | 57     | –  | –  | –  | –  | –  | 3  |
| 7  | 0   | Sauber-Ferrari       | 35     | 42     | –  | –  | –  | –  | –  | 7  |
| 8  | 0   | Toro Rosso-Ferrari   | 36     | 41     | –  | –  | –  | –  | –  | 8  |
| 9  | 0   | Williams-Cosworth    | 36     | 5      | –  | –  | –  | –  | –  | 8  |
| 10 | 0   | Lotus-Renault        | 36     | 0      | –  | –  | –  | –  | –  | 9  |
| 11 | 0   | HRT-Cosworth         | 34     | 0      | –  | –  | –  | –  | –  | 8  |
| 12 | 0   | Virgin-Cosworth      | 35     | 0      | –  | –  | –  | –  | –  | 6  |
| P  | +/− | Konstruktor          | Starty | Punkty | P1 | P2 | P3 | PP | NO | NS |